# 済州航空宇宙博物館
済州航空宇宙博物館（チェジュこうくううちゅうはくぶつかん、Jeju Air and space Museum、JAM）は、大韓民国済州特別自治道西帰浦市安徳面緑茶盆栽路218にある航空宇宙博物館である。

## 展示機種
エアホール
- TF-51D マスタング

(左奥)
- F-86F-30-NA セイバー 24-759

- MiG-19

(右側)
- F-5A タイガー 21180

- F-4D ファントムII
- CH701

など
屋外展示
- F-86D セイバー
- F-86F セイバー
- RF-4C ファントムII
- C-54 スカイマスター
- UH-1B イロコイズ
- A-37B ドラゴンフライ

- O-1G バードドッグ
- T-28A トロージャン
- F-4E ファントムII